# Halterofília als Jocs Olímpics d'Estiu de 1932 - pes semipesant
La competició del pes semipesant, amb un pes dels aixecadors inferior a 82,5 kg, va ser una de les cinc proves d'halterofília que es disputaren durant els Jocs Olímpics de Los Angeles de 1932. La prova es disputà el 30 de juliol de 1932 i hi van prendre part 4 aixecadors en representació de 3 nacions.

## Medallistes
| Or                 | Plata             | Bronze           |
| Louis Hostin (FRA) | Svend Olsen (DEN) | Henry Duey (USA) |

## Resultats
| Pos. | Aixecador    | Nació        | Total | Impuls | Impuls | Impuls | Arrancada | Arrancada | Arrancada | Dos temps | Dos temps | Dos temps |
| Pos. | Aixecador    | Nació        | Total | 1.     | 2.     | 3.     | 1.        | 2.        | 3.        | 1.        | 2.        | 3.        |
| ---- | ------------ | ------------ | ----- | ------ | ------ | ------ | --------- | --------- | --------- | --------- | --------- | --------- |
| 1    | Louis Hostin | França       | 365,0 | 97,5   | 102,5  | 102.5  | 105       | 110       | 112,5     | 140       | 145       | 150       |
| 2    | Svend Olsen  | Dinamarca    | 360,0 | 95     | 100    | 102.5  | 102,5     | 107,5     | 112,5     | 142,5     | 150       | 157,5     |
| 3    | Henry Duey   | Estats Units | 330,0 | 87,5   | 92,5   | 95.0   | 95        | 100       | 105       | 127,5     | 132,5     | 132,5     |
| 4    | William Good | Estats Units | 322,5 | 90     | 95     | 95.0   | 92,5      | 92,5      | 97,5      | 130       | 130       | 135       |